# 1982 en astronomie
Cet article présente les événements qui se sont produits pendant l'année 1982 dans le domaine de l'astronomie.

## Astronomie
En 1982, l'équinoxe vernal a lieu le 20 mars 1982 à 22 h 55 min 51 s UTC, le solstice d'été le 21 juin 1982 à 17 h 23 min 1 s UTC, l'équinoxe d'automne le 23 septembre 1982 à 8 h 46 min 12 s UTC et le solstice d'hiver le 22 décembre 1982 à 4 h 38 min 10 s UTC.
L'année 1982 voit quatre éclipses partielles de soleil et trois éclipses de lune.

## Prix
- Prix Jules-Janssen : Peter van de Kamp
- Médaille Bruce : Margaret Burbidge
- Prix d'astronomie Annie J. Cannon : Judith Young

## Événements

### Janvier
- Découverte en Antarctique d'une météorite de 31 g par le géologue John Schutt. Baptisée ALH A 81005 (ALH pour Allan Hills, la zone de l'Antarctique où elle a été découverte), c'est la première météorite dont on ait démontré l'origine lunaire[7],[8].